# Edward Gibson
Edward G. Gibson, född 8 november 1936 i Buffalo, New York, är en amerikansk astronaut uttagen i astronautgrupp 4 den 28 juni 1965.

## Rymdfärder
- Skylab 4